# Leia amapaensis
Leia amapaensis är en tvåvingeart som beskrevs av Lane 1959. Leia amapaensis ingår i släktet Leia och familjen svampmyggor. Inga underarter finns listade i Catalogue of Life.